# Hästtjärnet (Södra Finnskoga socken, Värmland)
Hästtjärnet är en sjö i Torsby kommun i Värmland och ingår i Göta älvs huvudavrinningsområde. Sjön har en area på 0,078 kvadratkilometer och ligger 427,2 meter över havet. Tjärnen fortsätter via en kort bäck till Kroktjärnen. 

## Delavrinningsområde
Hästtjärnet ingår i det delavrinningsområde (671694-133237) som SMHI kallar för Ovan Våtsjöån. Medelhöjden är 419 meter över havet och ytan är 63,45 kvadratkilometer. Det finns inga avrinningsområden uppströms utan avrinningsområdet är högsta punkten. Mangslidälven som avvattnar avrinningsområdet har biflödesordning 3, vilket innebär att vattnet flödar genom totalt 3 vattendrag innan det når havet efter 411 kilometer. Avrinningsområdet består mestadels av skog (86 procent). Avrinningsområdet har 0,92 kvadratkilometer vattenytor vilket ger det en sjöprocent på 1,5 procent.